# 桃園市立瑞原國民中學
桃園市立瑞原國民中學，簡稱瑞原國中、瑞中，位於台灣桃園市楊梅區水美地區。

## 著名校友
- 標槍國手/2017年亞洲紀錄保持者鄭兆村

## 歷史沿革
- 1972年：桃園縣立楊梅國民中學水美分部成立。
- 1976年：奉准獨立，定名為桃園縣立瑞原國民中學。
- 2006年：奉准設立體育班。
- 2015年：12月25日，因應桃園縣升格改制為直轄市，更名為桃園市立瑞原國民中學。

## 歷任校長
| 任期 | 姓名       | 任職日期   | 離職日期   | 備註                                                           |
| ---- | ---------- | ---------- | ---------- | -------------------------------------------------------------- |
| 1    | 姜仁倫先生 | 1976年8月  | 1979年11月 | 調職桃園縣立觀音國民中學。                                     |
| 2    | 趙錦松先生 | 1979年11月 | 1987年1月  | 原桃園縣立壽山國民中學教師升任，調任桃園縣立中興國民中學。     |
| 3    | 鄭勝期先生 | 1987年2月  | 1992年7月  | 原台東縣立長濱國民中學校長轉任，調任桃園縣立文昌國民中學。     |
| 4    | 彭新樞先生 | 1992年8月  | 1994年7月  | 原桃園縣立富岡國民中學教務主任升任，調任桃園縣立楊明國民中學。 |
| 5    | 蔡丁遺先生 | 1994年8月  | 1999年7月  | 原桃園縣教育局社會教育科長轉任，調任桃園縣立大崗國民中學。     |
| 6    | 賴銹慧女士 | 1999年8月  | 2001年7月  | 原桃園縣立草漯國民中學教務主任升任，調任桃園縣立中壢國民中學。 |
| 7    | 徐小玲女士 | 2001年8月  | 2006年7月  | 原桃園縣立龍岡國民中學輔導主任升任，調任桃園縣立自強國民中學。 |
| 8    | 周素娥女士 | 2006年8月  | 2009年7月  | 原桃園縣立平鎮國民中學教務主任升任，調任桃園縣立龍潭國民中學。 |
| 9    | 林祺文先生 | 2009年8月  | 2015年7月  | 原桃園縣立新明國民中學教務主任升任，調任桃園市立內壢國民中學。 |
| 10   | 徐達海先生 | 2015年8月  | 現任       | 原桃園市立平興國民中學教師升任。                               |

## 學區
- 楊梅區：上田里、瑞原里、員本里（第1－2、4、15－16鄰）、水美里（第8－15、21－29鄰）[1]。
- 新屋區：頭洲里（第7－10鄰）【為瑞原國中、新屋國中共同學區】、埔頂里（第1、7－9、13－16鄰）【為瑞原國中、新屋國中共同學區】、九斗里（第2－5、9鄰）【為瑞原國中、新屋國中共同學區】。

## 外部連結
- 桃園市立瑞原國民中學 （页面存档备份，存于）